# Olympische Winterspiele 2018/Freestyle-Skiing – Buckelpiste (Frauen)
Der Buckelpisten-Wettbewerb (Moguls) der Frauen bei den Olympischen Winterspielen 2018 fand am 11. Februar 2018 um 19:30 Uhr Ortszeit (11:30 Uhr MEZ) statt. Ausgetragen wurde der Wettbewerb im Phoenix Snow Park. 
Olympiasiegerin wurde Perrine Laffont aus Frankreich vor der Kanadierin Justine Dufour-Lapointe und Julija Galyschewa aus Kasachstan.

## Ergebnisse

### Qualifikation
Q – Qualifiziert für das Finale

#### Qualifikation 1. Runde
| Rang | Athletin                | Land                             | Zeit (s) | Punkte | Punkte | Punkte | Gesamtpunktzahl | Qualifikation |
| Rang | Athletin                | Land                             | Zeit (s) | Turn   | Luft   | Zeit   | Gesamtpunktzahl | Qualifikation |
| ---- | ----------------------- | -------------------------------- | -------- | ------ | ------ | ------ | --------------- | ------------- |
| 1    | Perrine Laffont         | Frankreich                       | 28,87    | 50,5   | 13,75  | 15,47  | 79,72           | Q             |
| 2    | Andi Naude              | Kanada                           | 29,10    | 49,6   | 14,79  | 15,21  | 79,60           | Q             |
| 3    | Morgan Schild           | Vereinigte Staaten               | 29,76    | 48,8   | 14,48  | 14,48  | 77,74           | Q             |
| 4    | Justine Dufour-Lapointe | Kanada                           | 29,26    | 48,3   | 14,33  | 15,03  | 77,66           | Q             |
| 5    | Jaelin Kauf             | Vereinigte Staaten               | 28,91    | 48,3   | 13,73  | 15,42  | 77,45           | Q             |
| 6    | Britteny Cox            | Australien                       | 28,94    | 48,4   | 12,99  | 15,39  | 76,78           | Q             |
| 7    | Julija Galyschewa       | Kasachstan                       | 30,51    | 47,1   | 15,64  | 13,62  | 76,36           | Q             |
| 8    | Keaton McCargo          | Vereinigte Staaten               | 29,84    | 48,5   | 12,80  | 14,37  | 75,67           | Q             |
| 9    | Arisa Murata            | Japan                            | 29,90    | 46,0   | 13,83  | 14,30  | 74,13           | Q             |
| 10   | Audrey Robichaud        | Kanada                           | 32,32    | 48,3   | 12,60  | 11,58  | 72,48           | Q             |
| 11   | Regina Rachimowa        | Olympische Athleten aus Russland | 31,74    | 45,4   | 14,14  | 12,23  | 71,77           |               |
| 12   | Marika Pertachija       | Olympische Athleten aus Russland | 30,37    | 44,6   | 12,05  | 13,78  | 70,43           |               |
| 13   | Chloé Dufour-Lapointe   | Kanada                           | 30,01    | 44,0   | 11,35  | 14,18  | 69,53           |               |
| 14   | Jakara Anthony          | Australien                       | 30,52    | 43,4   | 12,48  | 13,61  | 69,49           |               |
| 15   | Madii Himbury           | Australien                       | 31,45    | 44,0   | 12,42  | 12,56  | 68,98           |               |
| 16   | Camille Cabrol          | Frankreich                       | 31,96    | 44,7   | 12,21  | 11,98  | 68,89           |               |
| 17   | Claudia Gueli           | Australien                       | 31,17    | 43,1   | 12,71  | 12,87  | 68,68           |               |
| 18   | Hedvig Wessel           | Norwegen                         | 29,70    | 42,0   | 12,11  | 14,53  | 68,64           |               |
| 19   | Seo Jee-won             | Südkorea                         | 30,71    | 45,0   | 10,07  | 13,39  | 68,46           |               |
| 20   | Jekaterina Stoljarowa   | Olympische Athleten aus Russland | 30,82    | 42,3   | 12,12  | 13,27  | 67,69           |               |
| 21   | Deborah Scanzio         | Schweiz                          | 30,82    | 41,2   | 11,91  | 13,27  | 66,38           |               |
| 22   | Tess Johnson            | Vereinigte Staaten               | 30,56    | 41,7   | 10,29  | 13,56  | 65,55           |               |
| 23   | Katharina Förster       | Deutschland                      | 29,71    | 39,4   | 9,25   | 14,52  | 63,17           |               |
| 24   | Léa Bouard              | Deutschland                      | 29,18    | 33,6   | 6,99   | 15,12  | 55,71           |               |
| 25   | Melanie Meilinger       | Österreich                       | 33,78    | 37,0   | 8,02   | 9,93   | 54,95           |               |
| 26   | Ajaulym Amrenowa        | Kasachstan                       | 35,15    | 36,5   | 7,89   | 8,39   | 52,78           |               |
| 27   | Wang Jin                | China                            | 34,87    | 35,9   | 6,69   | 8,70   | 51,29           |               |
| 28   | Guan Ziyan              | China                            | 36,30    | 32,7   | 8,32   | 7,09   | 48,11           |               |
| 29   | Tetjana Petrowa         | Ukraine                          | 36,69    | 31,5   | 8,04   | 6,65   | 46,19           |               |
| 30   | Seo Jung-hwa            | Südkorea                         | 41,80    | 9,2    | 6,47   | 0,90   | 16,57           |               |

#### Qualifikation 2. Runde
| Rang | Athletin              | Land                             | Quali 1 | Zeit  | Punkte | Punkte | Punkte | Gesamtpunktzahl | Bestwert | Qualifikation |
| Rang | Athletin              | Land                             | Quali 1 | Zeit  | Turns  | Luft   | Zeit   | Gesamtpunktzahl | Bestwert | Qualifikation |
| ---- | --------------------- | -------------------------------- | ------- | ----- | ------ | ------ | ------ | --------------- | -------- | ------------- |
| 1    | Tess Johnson          | Vereinigte Staaten               | 65,55   | 30,97 | 50,0   | 12,23  | 13,10  | 75,33           | 75,33    | Q             |
| 2    | Jekaterina Stoljarowa | Olympische Athleten aus Russland | 67,69   | 30,63 | 47,8   | 12,12  | 13,48  | 73,40           | 73,40    | Q             |
| 3    | Jakara Anthony        | Australien                       | 69,49   | 31,69 | 48,3   | 12,76  | 12,29  | 73,35           | 73,35    | Q             |
| 4    | Regina Rachimowa      | Olympische Athleten aus Russland | 71,77   | 31,95 | 46,7   | 14,12  | 12,00  | 72,82           | 72,82    | Q             |
| 5    | Hedvig Wessel         | Norwegen                         | 68,64   | 30,03 | 44,9   | 12,60  | 14,16  | 71,66           | 71,66    | Q             |
| 6    | Seo Jung-hwa          | Südkorea                         | 16,57   | 29,45 | 44,4   | 12,37  | 14,81  | 71,58           | 71,58    | Q             |
| 7    | Marika Pertachija     | Olympische Athleten aus Russland | 70,43   | 36,98 | 16,8   | 7,79   | 6,33   | 30,92           | 70,43    | Q             |
| 8    | Chloé Dufour-Lapointe | Kanada                           | 69,53   | 29,45 | 43,4   | 10,27  | 14,81  | 68,48           | 69,53    | Q             |
| 9    | Katharina Förster     | Deutschland                      | 63,17   | 30,05 | 45,9   | 9,34   | 14,14  | 69,38           | 69,38    | Q             |
| 10   | Madii Himbury         | Australien                       | 68,98   | 31,44 | 45,8   | 10,99  | 12,57  | 69,36           | 69,36    | Q             |
| 11   | Deborah Scanzio       | Schweiz                          | 66,38   | 31,29 | 44,7   | 11,58  | 12,74  | 69,02           | 69,02    |               |
| 12   | Camille Cabrol        | Frankreich                       | 68,89   | DNF   | DNF    | DNF    | DNF    | DNF             | 68,89    |               |
| 13   | Claudia Gueli         | Australien                       | 68,68   | 38,35 | 19,5   | 10,91  | 4,78   | 35,19           | 68,68    |               |
| 14   | Seo Jee-won           | Südkorea                         | 68,46   | 31,55 | 44,2   | 7,96   | 12,45  | 64,61           | 68,46    |               |
| 15   | Léa Bouard            | Deutschland                      | 55,71   | 28,96 | 40,1   | 9,62   | 15,36  | 65,08           | 65,08    |               |
| 16   | Melanie Meilinger     | Österreich                       | 54,95   | 34,61 | 41,2   | 7,51   | 9,00   | 57,71           | 57,71    |               |
| 17   | Ajaulym Amrenowa      | Kasachstan                       | 52,78   | 35,25 | 23,4   | 7,00   | 8,28   | 38,68           | 52,78    |               |
| 18   | Guan Ziyan            | China                            | 48,11   | 35,50 | 35,6   | 8,20   | 8,00   | 51,80           | 51,80    |               |
| 19   | Wang Jin              | China                            | 51,29   | 35,01 | 28,2   | 6,31   | 8,55   | 43,06           | 51,29    |               |
| 20   | Tetjana Petrowa       | Ukraine                          | 46,19   | 37,62 | 14,3   | 3,16   | 5,61   | 23,07           | 46,19    |               |

### Finale
Q – Qualifiziert für die nächste Runde

#### Finale 1. Runde
| Rang | Athletin                | Land                             | Zeit (s) | Punkte | Punkte | Punkte | Gesamtpunktzahl | Qualifikation |
| Rang | Athletin                | Land                             | Zeit (s) | Turns  | Luft   | Zeit   | Gesamtpunktzahl | Qualifikation |
| ---- | ----------------------- | -------------------------------- | -------- | ------ | ------ | ------ | --------------- | ------------- |
| 1    | Justine Dufour-Lapointe | Kanada                           | 29,70    | 50,6   | 14,37  | 14,53  | 79,50           | Q             |
| 2    | Jaelin Kauf             | Vereinigte Staaten               | 28,79    | 50,7   | 12,47  | 15,56  | 78,73           | Q             |
| 3    | Keaton McCargo          | Vereinigte Staaten               | 30,04    | 50,6   | 12,13  | 14,15  | 76,88           | Q             |
| 4    | Jakara Anthony          | Australien                       | 30,46    | 50,1   | 13,04  | 13,67  | 76,81           | Q             |
| 5    | Britteny Cox            | Australien                       | 29,19    | 48,1   | 12,59  | 15,10  | 75,79           | Q             |
| 6    | Perrine Laffont         | Frankreich                       | 29,33    | 48,1   | 12,71  | 14,95  | 75,76           | Q             |
| 7    | Julija Galyschewa       | Kasachstan                       | 30,62    | 47,3   | 14,31  | 13,49  | 75,10           | Q             |
| 8    | Audrey Robichaud        | Kanada                           | 32,00    | 47,2   | 15,13  | 11,94  | 74,27           | Q             |
| 9    | Tess Johnson            | Vereinigte Staaten               | 30,68    | 47,7   | 12,97  | 13,43  | 74,10           | Q             |
| 10   | Andi Naude              | Kanada                           | 29,06    | 45,5   | 13,24  | 15,25  | 73,99           | Q             |
| 11   | Regina Rachimowa        | Olympische Athleten aus Russland | 30,92    | 46,6   | 13,82  | 13,16  | 73,58           | Q             |
| 12   | Jekaterina Stoljarowa   | Olympische Athleten aus Russland | 30,52    | 48,0   | 11,62  | 13,61  | 73,23           | Q             |
| 13   | Katharina Förster       | Deutschland                      | 29,63    | 46,4   | 11,32  | 14,61  | 72,33           |               |
| 14   | Seo Jung-hwa            | Südkorea                         | 29,77    | 45,0   | 12,86  | 14,45  | 72,31           |               |
| 15   | Morgan Schild           | Vereinigte Staaten               | 30,80    | 45,5   | 13,44  | 13,29  | 72,23           |               |
| 16   | Marika Pertachija       | Olympische Athleten aus Russland | 30,52    | 46,9   | 11,14  | 13,61  | 71,65           |               |
| 17   | Chloé Dufour-Lapointe   | Kanada                           | 30,39    | 45,8   | 11,43  | 13,75  | 70,98           |               |
| 18   | Arisa Murata            | Japan                            | 30,51    | 44,8   | 12,35  | 13,62  | 70,77           |               |
| 19   | Hedvig Wessel           | Norwegen                         | 29,99    | 43,0   | 11,57  | 14,20  | 68,77           |               |
| 20   | Madii Himbury           | Australien                       | 31,03    | 42,5   | 12,66  | 13,03  | 68,19           |               |

#### Finale 2. Runde
| Rang | Athletin                | Land                             | Zeit (s) | Punkte | Punkte | Punkte | Gesamtpunktzahl | Qualifikation |
| Rang | Athletin                | Land                             | Zeit (s) | Turns  | Luft   | Zeit   | Gesamtpunktzahl | Qualifikation |
| ---- | ----------------------- | -------------------------------- | -------- | ------ | ------ | ------ | --------------- | ------------- |
| 1    | Andi Naude              | Kanada                           | 28,98    | 48,2   | 15,24  | 15,34  | 78,78           | Q             |
| 2    | Britteny Cox            | Australien                       | 28,99    | 49,6   | 13,35  | 15,33  | 78,28           | Q             |
| 3    | Perrine Laffont         | Frankreich                       | 29,78    | 49,7   | 13,72  | 14,44  | 77,86           | Q             |
| 4    | Justine Dufour-Lapointe | Kanada                           | 29,70    | 49,1   | 13,85  | 14,53  | 77,48           | Q             |
| 5    | Jakara Anthony          | Australien                       | 30,48    | 50,4   | 12,80  | 13,65  | 76,85           | Q             |
| 6    | Julija Galyschewa       | Kasachstan                       | 30,65    | 47,6   | 15,75  | 13,46  | 76,81           | Q             |
| 7    | Jaelin Kauf             | Vereinigte Staaten               | 28,74    | 47,3   | 13,12  | 15,61  | 76,03           |               |
| 8    | Keaton McCargo          | Vereinigte Staaten               | 29,54    | 48,2   | 12,88  | 14,71  | 75,79           |               |
| 9    | Audrey Robichaud        | Kanada                           | 32,47    | 48,2   | 15,28  | 11,41  | 74,89           |               |
| 10   | Regina Rachimowa        | Olympische Athleten aus Russland | 30,87    | 46,0   | 14,34  | 13,21  | 73,55           |               |
| 11   | Jekaterina Stoljarowa   | Olympische Athleten aus Russland | 30,48    | 47,1   | 11,99  | 13,65  | 72,74           |               |
| 12   | Tess Johnson            | Vereinigte Staaten               | 30,77    | 46,7   | 10,47  | 13,32  | 70,49           |               |

#### Finale 3. Runde
| Rang | Athletin                | Land       | Zeit (s) | Punkte | Punkte | Punkte | Gesamtpunktzahl |
| Rang | Athletin                | Land       | Zeit (s) | Turns  | Luft   | Zeit   | Gesamtpunktzahl |
| ---- | ----------------------- | ---------- | -------- | ------ | ------ | ------ | --------------- |
| 1    | Perrine Laffont         | Frankreich | 29,36    | 50,5   | 13,24  | 14,91  | 78,65           |
| 2    | Justine Dufour-Lapointe | Kanada     | 29,54    | 49,4   | 14,45  | 14,71  | 78,56           |
| 3    | Julija Galyschewa       | Kasachstan | 30,14    | 47,9   | 15,47  | 14,03  | 77,40           |
| 4    | Jakara Anthony          | Australien | 30,94    | 49,1   | 13,12  | 13,13  | 75,35           |
| 5    | Britteny Cox            | Australien | 28,29    | 47,3   | 11,66  | 16,12  | 75,08           |
|      | Andi Naude              | Kanada     | DNF      | DNF    | DNF    | DNF    | DNF             |